# Ligue de diamant 2010 - saut en longueur masculin
Navigation
2011
Le concours du saut en longueur masculin de la Ligue de Diamant 2010 s'est déroulé du 23 mai au 19 août 2010. La compétition a successivement fait étape à Shanghai, Rome, Eugene, Gateshead, Monaco et Londres, la finale se déroulant à Zürich. L'épreuve est remportée par l'Américain Dwight Phillips, auteur de quatre succès en sept meetings.

## Calendrier
| Date            | Meeting                    | Ville     | Pays        |
| --------------- | -------------------------- | --------- | ----------- |
| 23 mai 2010     | Shanghai Golden Grand Prix | Shanghai  | Chine       |
| 10 juin 2010    | Golden Gala                | Rome      | Italie      |
| 3 juillet 2010  | Prefontaine Classic        | Eugene    | États-Unis  |
| 10 juillet 2010 | Meeting de Gateshead       | Gateshead | Royaume-Uni |
| 22 juillet 2010 | Meeting Herculis           | Monaco    | Monaco      |
| 14 août 2010    | Aviva London Grand Prix    | Londres   | Royaume-Uni |
| 19 août 2010    | Weltklasse Zürich          | Zurich    | Suisse      |

## Résultats
| Date | Meeting   | 1er                         | 1er   | 2e                      | 2e    | 3e                      | 3e    |
| --- | --------- | --------------------------- | ----- | ----------------------- | ----- | ----------------------- | ----- |
| 23 mai 2010 | Shanghai  | Fabrice Lapierre 8,30 m     | 4 pts | Dwight Phillips 8,18 m  | 2 pts | Su Xiongfeng 8,06 m     | 1 pt  |
| 10 juin 2010 | Rome      | Dwight Phillips 8,42 m (WL) | 4 pts | Irving Saladino 8,13 m  | 2 pts | Fabrice Lapierre 8,11 m | 1 pt  |
| 3 juillet 2010 | Eugene    | Irving Saladino 8,46 m      | 4 pts | Dwight Phillips 8,41 m  | 2 pts | Li Jinzhe 8,29 m        | 1 pt  |
| 10 juillet 2010 | Gateshead | Fabrice Lapierre 8,20 m     | 4 pts | Michel Tornéus 8,01 m   | 2 pts | Irving Saladino 7,96 m  | 1 pt  |
| 22 juillet 2010 | Monaco    | Dwight Phillips 8,46 m (WL) | 4 pts | Fabrice Lapierre 8,18 m | 2 pts | Pavel Shalin 8,15 m     | 1 pt  |
| 14 août 2010 | Londres   | Dwight Phillips 8,18 m      | 4 pts | Morten Jensen 7,96 m    | 2 pts | Chris Tomlinson 7,92 m  | 1 pt  |
| 19 août 2010 | Zürich    | Dwight Phillips 8,20 m      | 8 pts | Christian Reif 8,11 m   | 4 pts | Chris Tomlinson 7,97 m  | 2 pts |
| Records et Performances - AR : Record continental (area record) - CR : Record des championnats (championship record) - MR : Record du meeting (meet record) - NR : Record national (national record) - OR : Record olympique (olympic record) - PR : Record paralympique (paralympic record) - PB : Record personnel (personal best) - SB : Meilleure performance personnelle de la saison (season's best) - WL : Meilleure performance mondiale de l'année (world leader) - WJR : Record du monde junior (world junior record) - WR : Record du monde (world record) Circonstances et Conditions - DNF : N'a pas terminé (did not finish) - DNS : N'a pas pris le départ (did not start) - DQ : Disqualification (disqualification) - NM : Aucun essai valable enregistré (No Mark) - Q : Qualifié « directement » au prochain tour (ou à la prochaine compétition), lors d'une compétition majeure, grâce au classement ou à la réalisation des minima (automatic qualifier) - q : Qualifié au prochain tour (ou à la prochaine compétition), lors d'une compétition majeure, grâce au repêchage ou à la réalisation de l'une des meilleures performances parmi celles des « non qualifiés directement » (grâce au meilleur temps ou à la meilleure distance par exemple) (secondary qualifier) |           |                             |       |                         |       |                         |       |

## Classement général
| Rang | Athlète          | Points |
| ---- | ---------------- | ------ |
| 1    | Dwight Phillips  | 24     |
| 2    | Fabrice Lapierre | 11     |
| 3    | Christian Reif   | 4      |
| 4    | Chris Tomlinson  | 3      |
| 5    | Pavel Shalin     | 1      |